# Saint-Savin (Hautes-Pyrénées)
Saint-Savin (gaskognisch Sent Savin) ist eine französische Gemeinde mit 366 Einwohnern (Stand 1. Januar 2022) im Département Hautes-Pyrénées in der Region Okzitanien; sie gehört zum Arrondissement Argelès-Gazost und zum Kanton La Vallée des Gaves.

## Lage
Saint-Savin liegt im Süden des Département Hautes-Pyrénées rund 31 km (Luftlinie) südsüdwestlich von Tarbes. Der Ort liegt am Ostabhang einer Bergkette und westlich des Gave de Gavarnie im Umfeld des Nationalparks Pyrenäen.

## Geschichte
Auf dem Gelände der heutigen Abteikirche Saint-Savin stand einst ein römisches Kastell, das Palatium Aemilianum. Bereits im 4. Jahrhundert siedelten sich Mönche an und gründeten einen Ort namens Bencer/Bencus. Die Abtei zählte bis zu ihrem Untergang 1790 zwischen 12 und 160 Mönche.
Im frühen Mittelalter wechselte die Herrschaft häufig (Westgoten, Basken, Franken, Sarazenen). Danach war der Ort jahrhundertelang unter der Herrschaft des Königreichs Aquitanien respektive des Herzogtums Gascogne. Von 900 bis 1609 gab es eine Grafschaft Bigorre innerhalb der vorgenannten Gebiete. Im Hundertjährigen Krieg war Saint-Savin manchmal unter englischer, manchmal unter französischer Herrschaft. Von 1425 bis 1609 gehörte der Ort als Teil der Grafschaft Bigorre zur nur lose mit Frankreich verbundenen Grafschaft Foix. Weil der letzte Herrscher dieser Grafschaft, König Heinrich II. aus dem Hause Bourbon, 1589 den Thron von Frankreich (als Heinrich IV.) bestieg, waren die Orte der Region 1609 bis 1789 Krondomäne. Die Gemeinde gehörte von 1793 bis 1801 zum District Argelès. Zudem war sie von 1793 bis 1801 Hauptort des Kantons Saint-Savin und von 1801 bis 2015 Teil des Kantons Argelès-Gazost (1793–1896 unter dem Namen Kanton Argelès). Mit Ausnahme der Jahre von 1926 bis 1942 (Arrondissement Bagnères) war Saint-Savin seit 1801 Teil des Arrondissements Argelès-Gazost.

## Bevölkerungsentwicklung
| Jahr                       | 1962 | 1968 | 1975 | 1982 | 1990 | 1999 | 2006 | 2012 | 2020 |
| Einwohner                  | 373  | 377  | 327  | 316  | 331  | 353  | 377  | 381  | 364  |
| Quellen: Cassini und INSEE |      |      |      |      |      |      |      |      |      |

## Sehenswürdigkeiten
- Romanische Abteikirche Saint-Savin aus dem 12. Jahrhundert; seit 1840 Monument historique
- Museum Le Musée-Trésor
- Kapelle Notre Dame de Piétat, erste Erwähnung 1493; seit 1935 Monument historique
- Haus Villa Bencus in Bouits aus dem 13.–18. Jahrhundert; seit 1976 Monument historique
- Brunnen und Lavoir (Waschhaus)
- Denkmal für die Gefallenen
- alte Häuser im Ortszentrum

### Orgel der Abteikirche
Die romanische Abteikirche Saint-Savin besitzt eine Orgel von 1557 – eine der wenigen erhaltenen Renaissance-Orgeln und eine der ältesten Orgeln Frankreichs. Sie ist auf einer kleinen Empore im rechten Querschiff aufgestellt. Während der Französischen Revolution wurde ein Teil der Pfeifen geraubt, sodass sie ab 1861 als Ruine unbenutzt blieb. Ab 1904 gab es Pläne zur Wiederherstellung des Instruments, die jedoch erst 1996 durch die Orgelbauer Alain Sals und Charles Henry aus Entrechaux verwirklicht wurden.

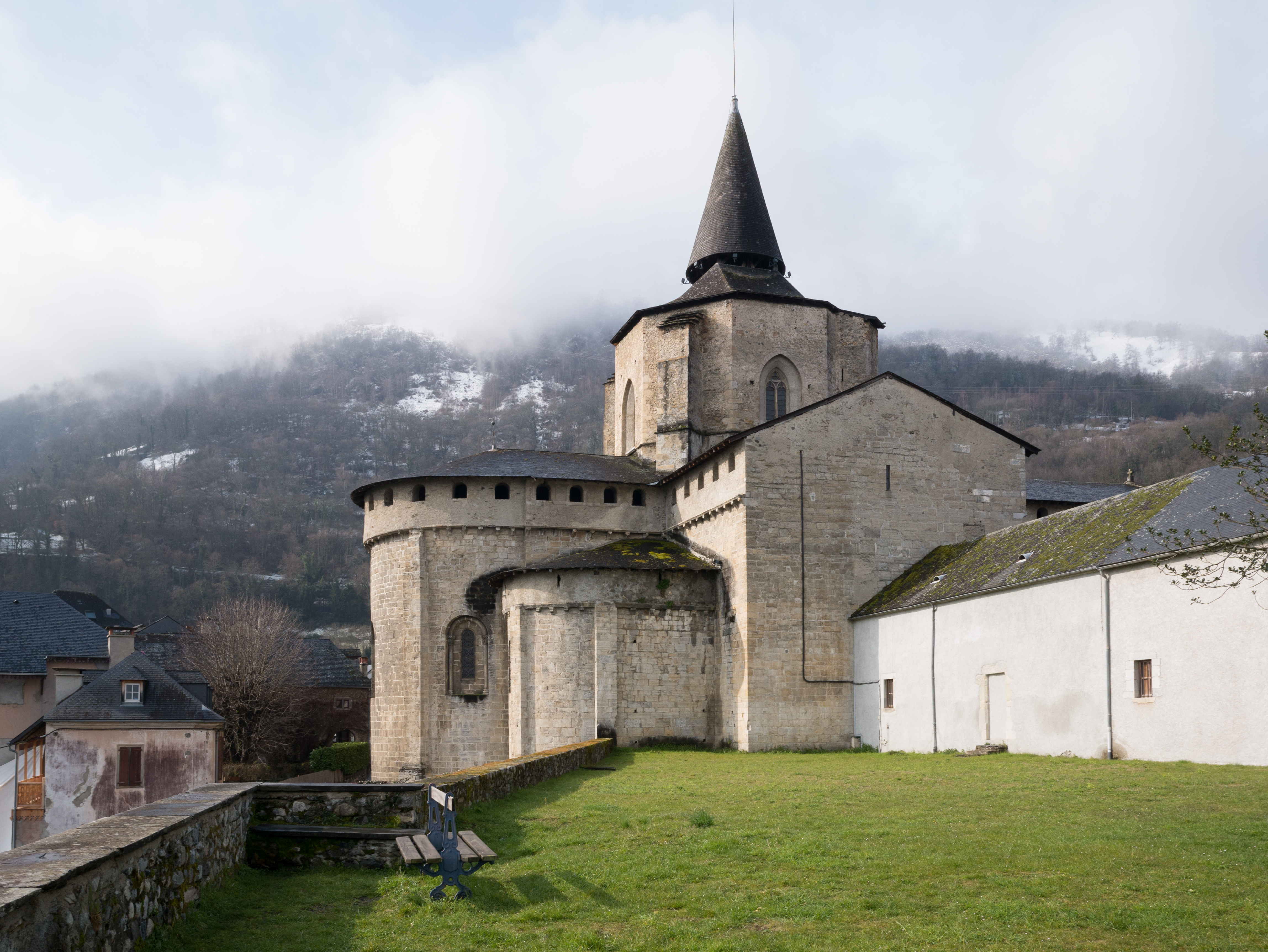
Abteikirche Saint-Savin
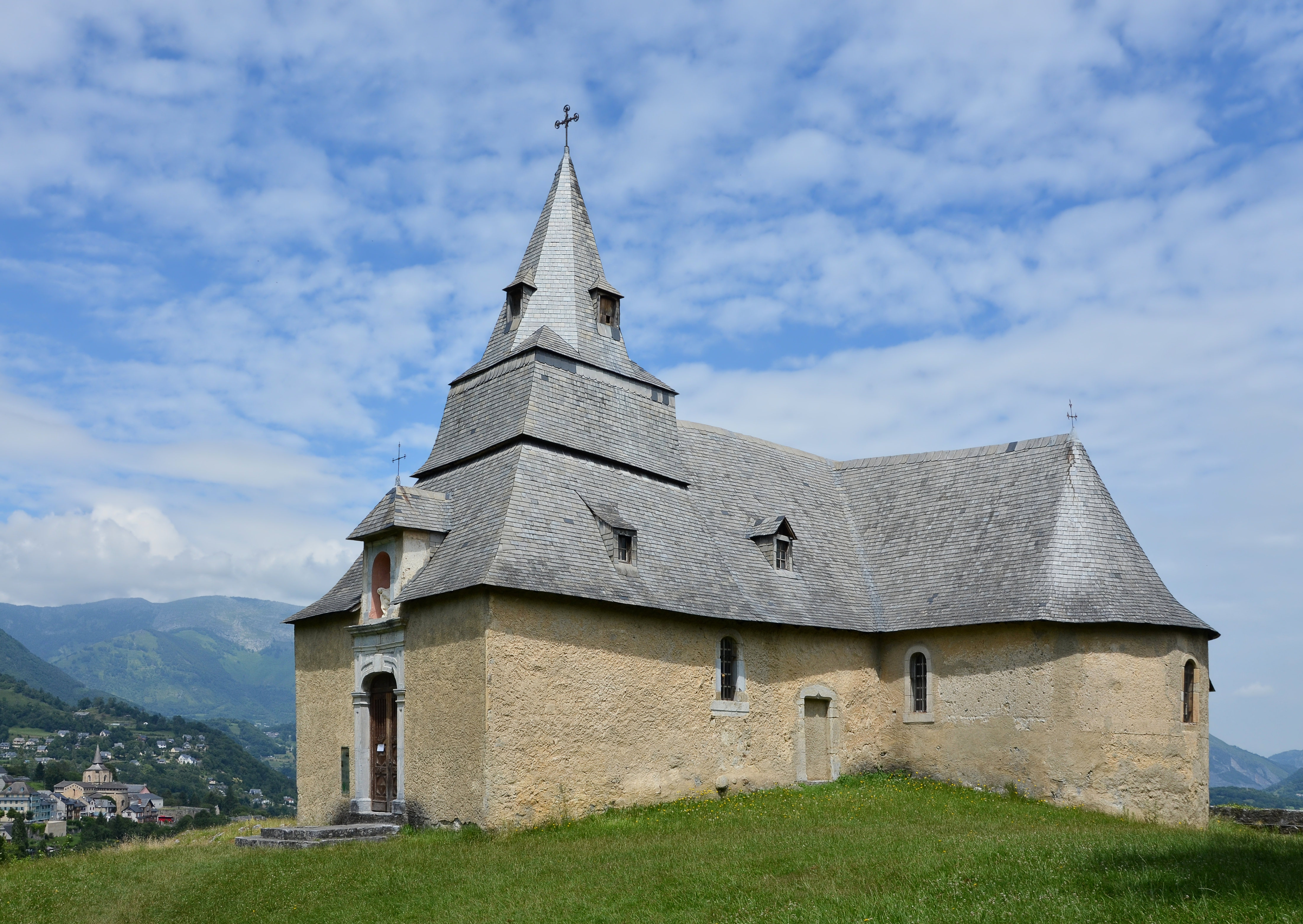
Kapelle Notre Dame de Piétat
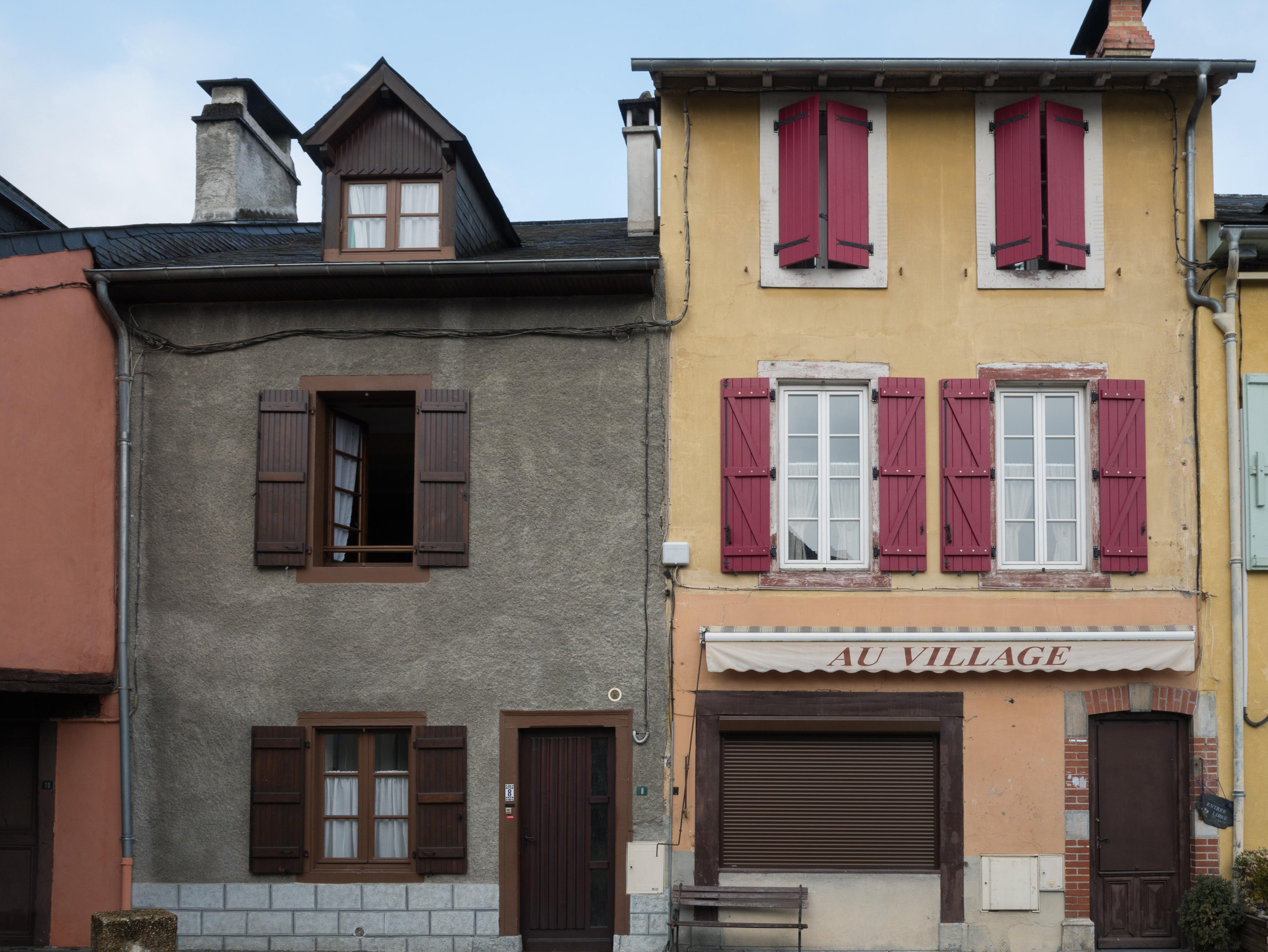
Häuser im Ortszentrum
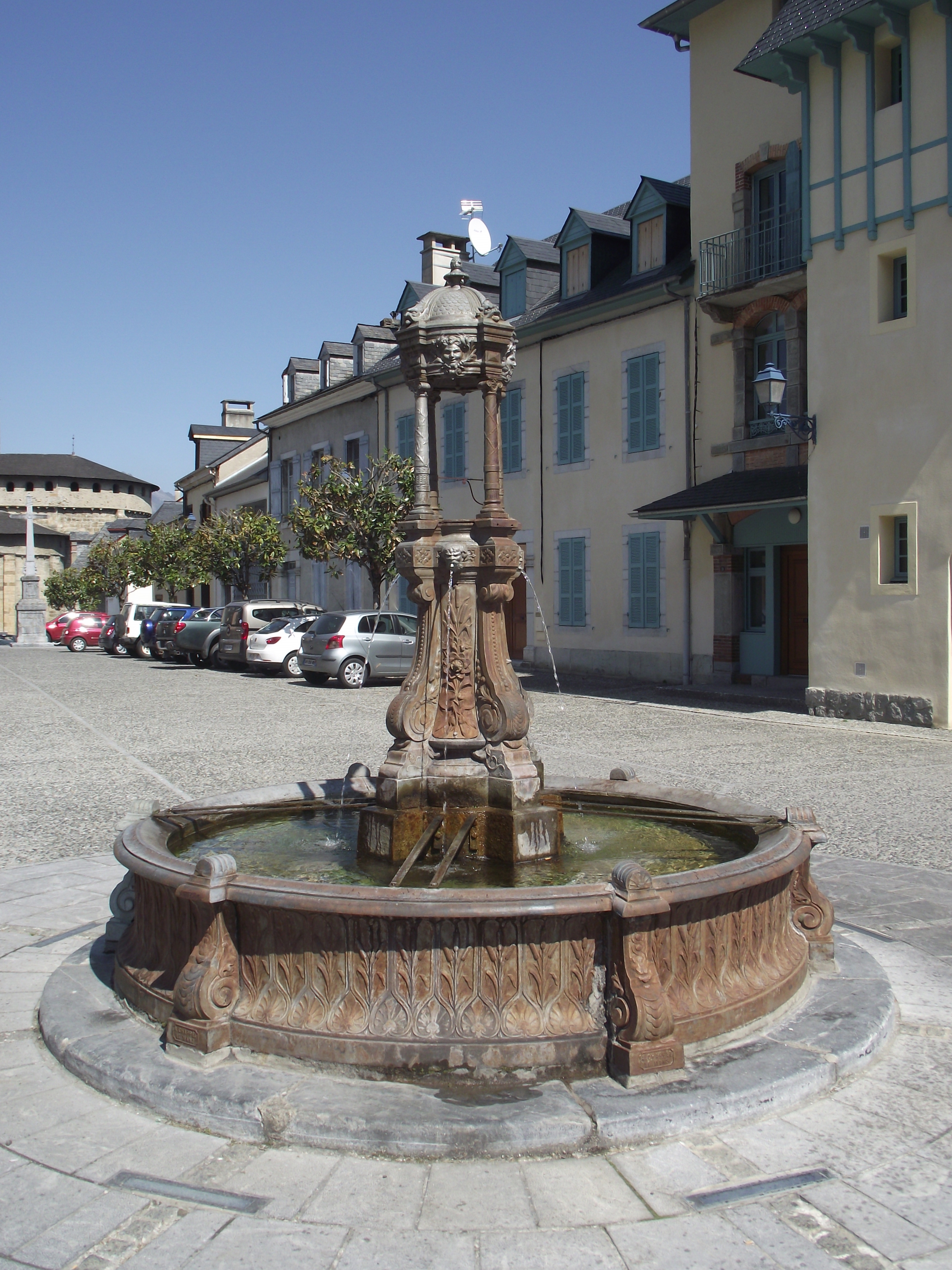
Dorfbrunnen in Saint-Savin
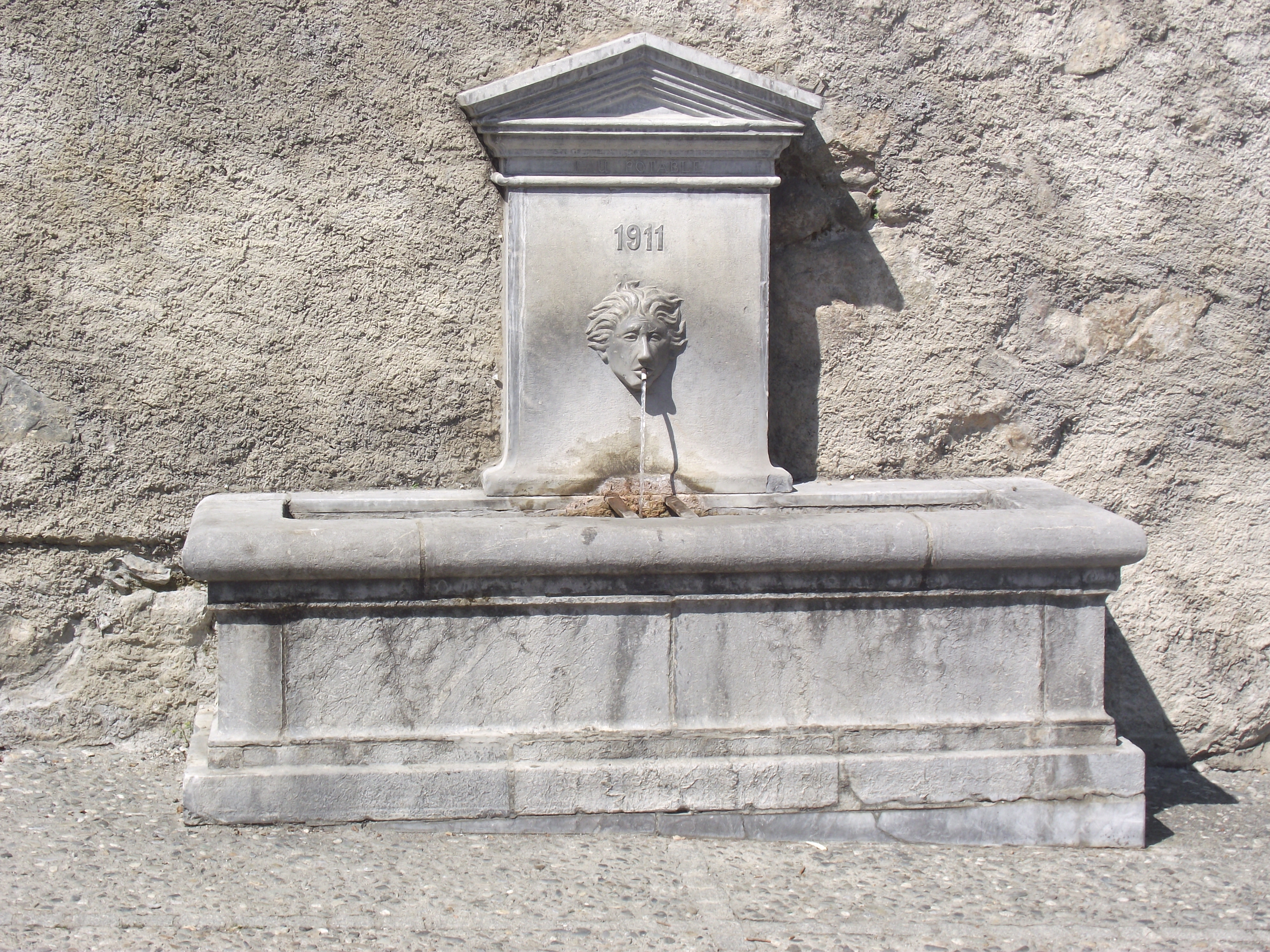
Brunnen bei der Abteikirche
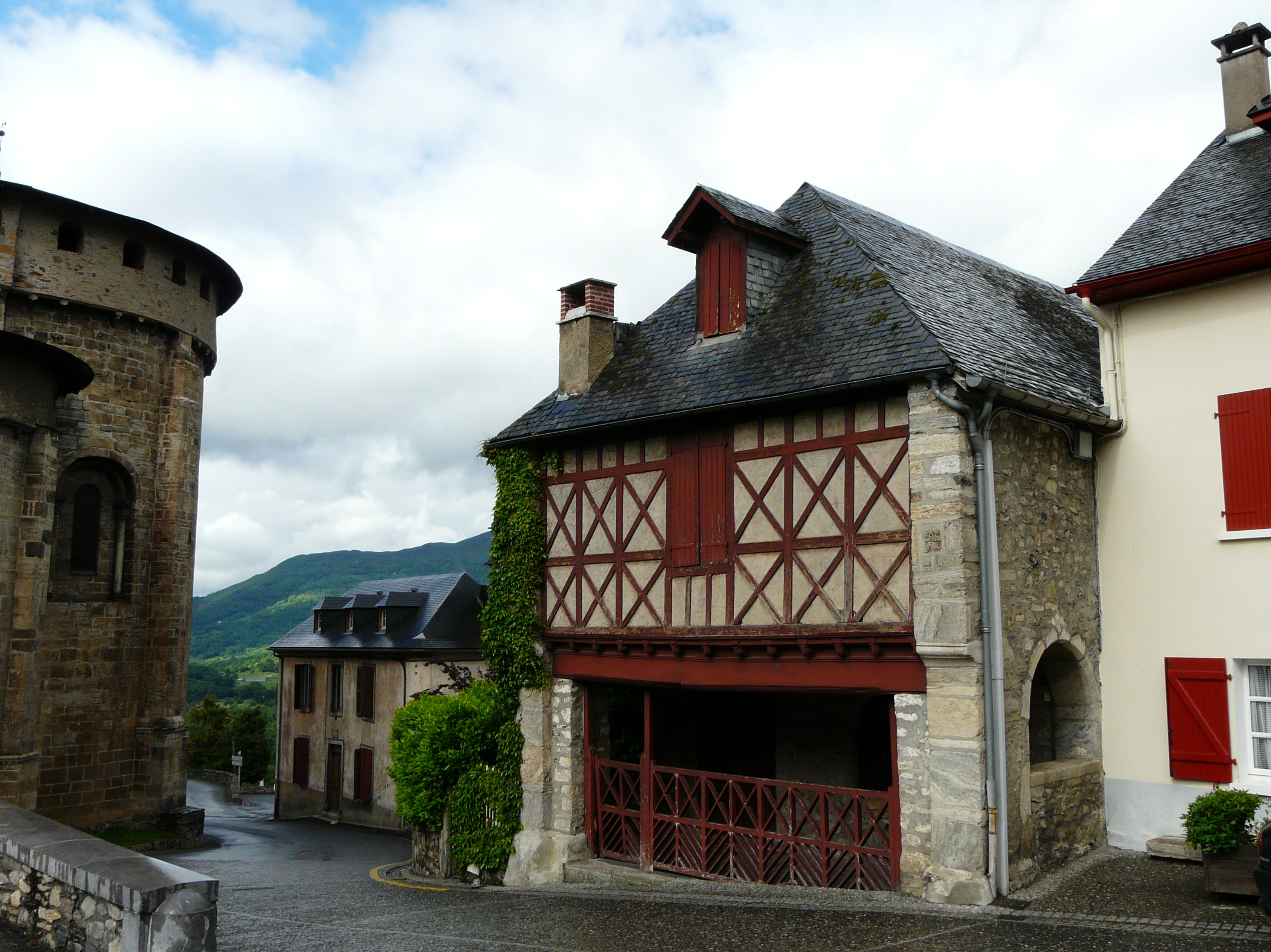
Fachwerkhaus
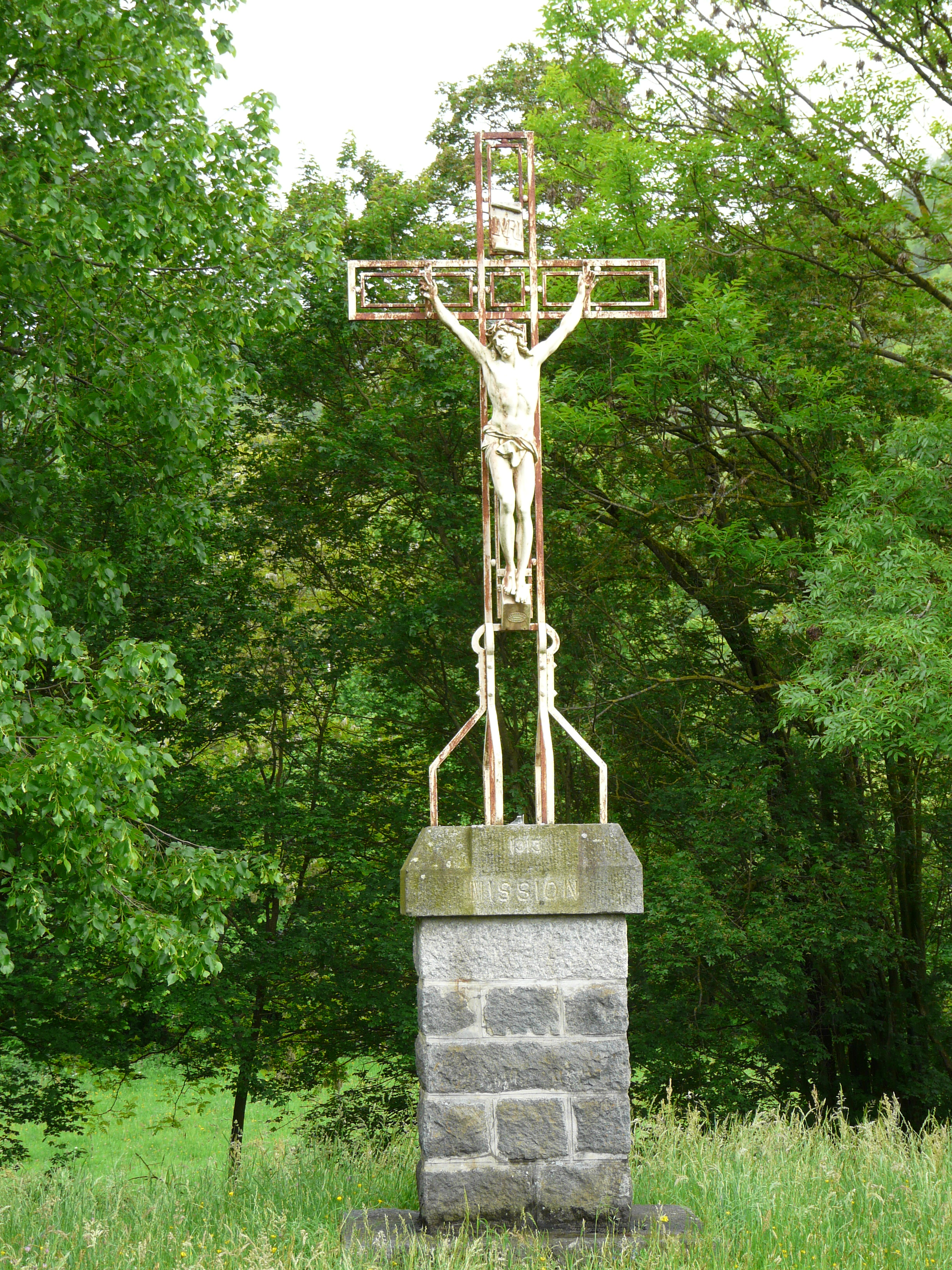
Wegkreuz bei der Kapelle
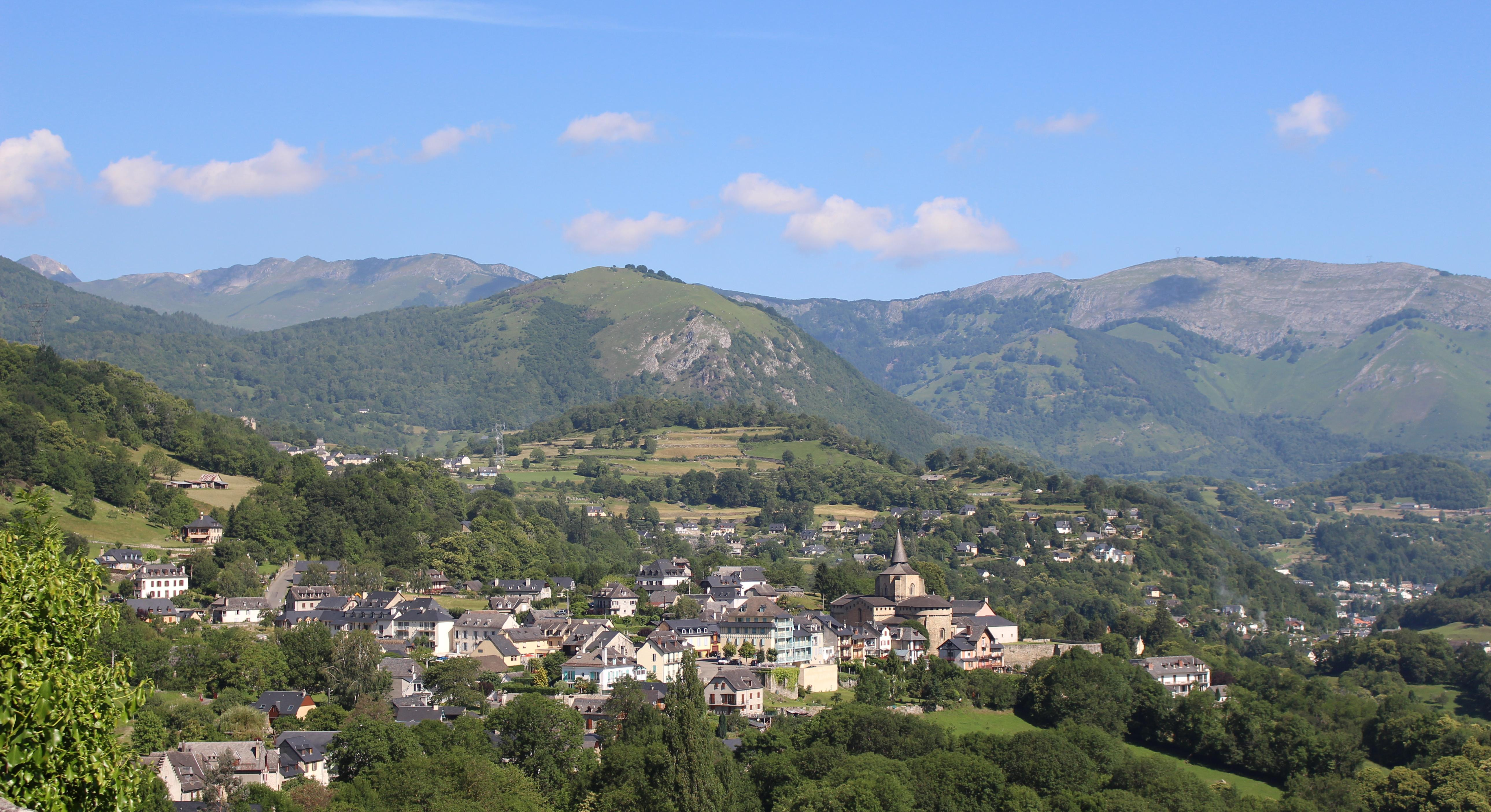
Blick auf Saint-Savin
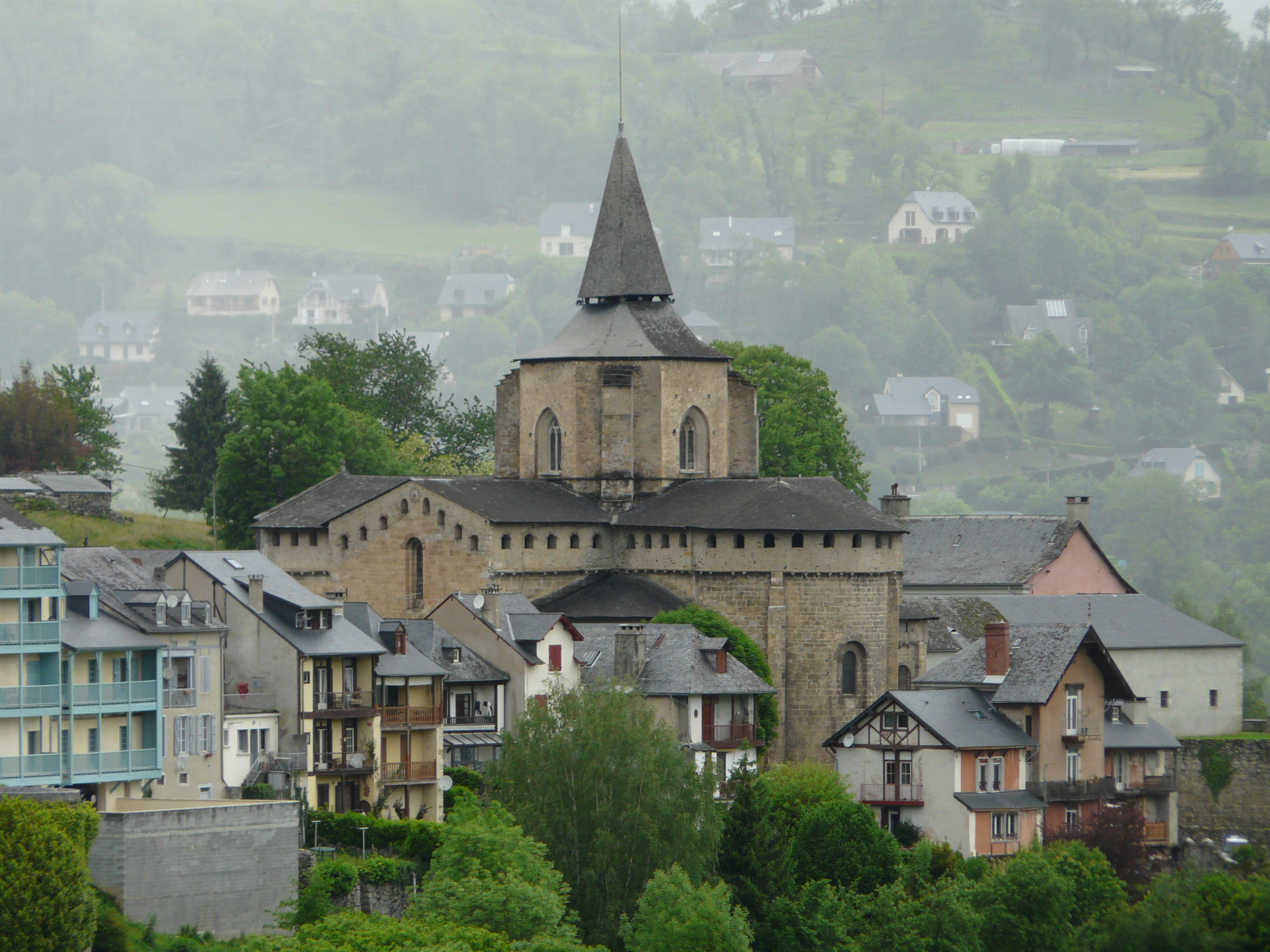
Blick auf Dorf und Abteikirche
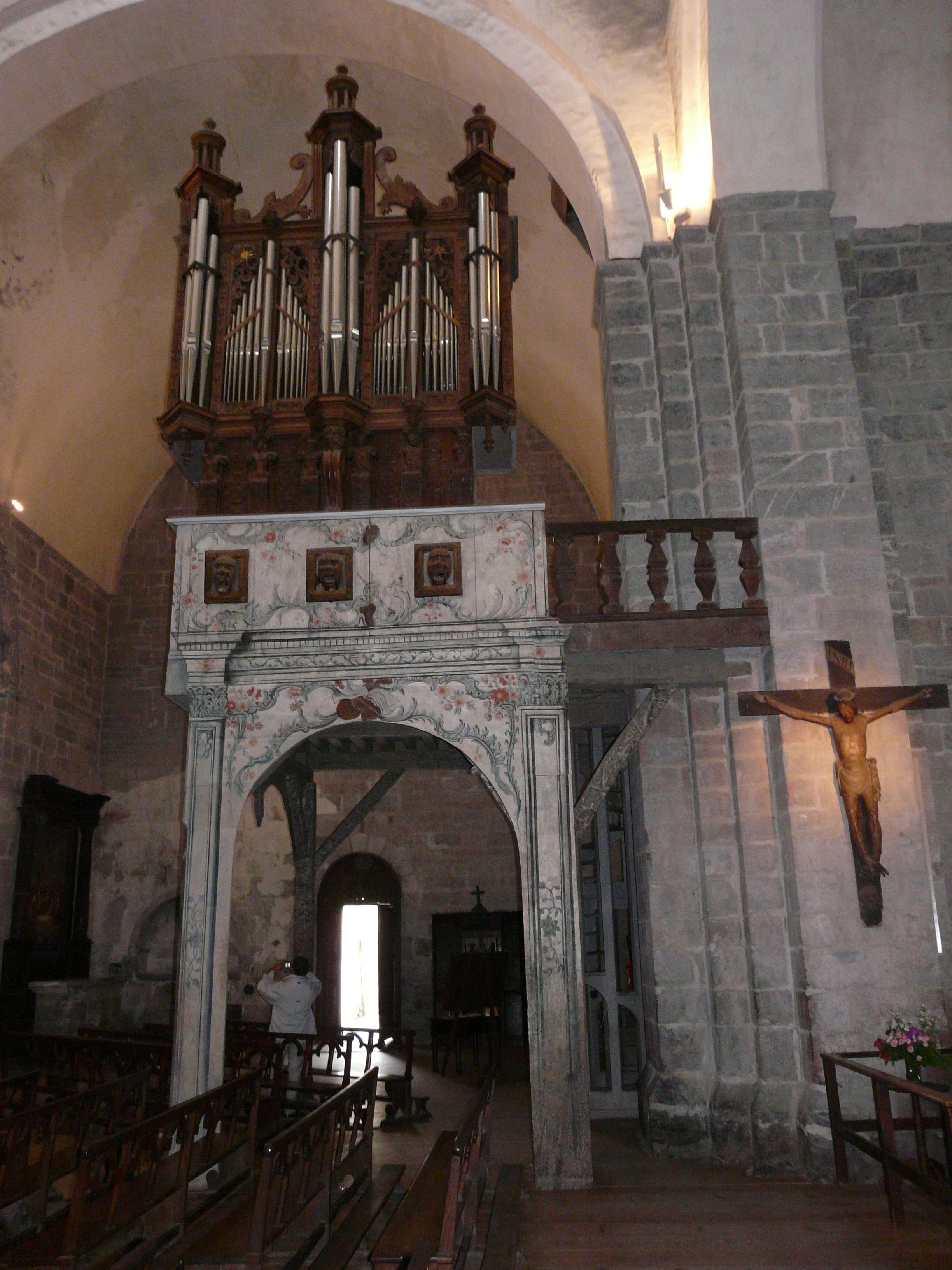
Renaissance-Orgel (1557) der Abteikirche